# Eudendrium nambuccense
Eudendrium nambuccense is een hydroïdpoliep uit de familie Eudendriidae. De poliep komt uit het geslacht Eudendrium. Eudendrium nambuccense werd in 1985 voor het eerst wetenschappelijk beschreven door Watson. 